# Code of the West
Code of the West er en amerikansk stumfilm fra 1925 instrueret af William K. Howard.

## Medvirkende
- Owen Moore som Cal Thurman
- Constance Bennett som Georgie May
- Mabel Ballin som Mary Stockwell
- Charles Stanton Ogle som Henry Thurman
- David Butler som Bid Hatfield
- George Bancroft som Enoch Thurman
- Gertrude Short som Mollie Thurman
- Lillian Leighton som Ma Thurman
- Eddie Gribbon som Tuck Merry